# Vicarius Filii Dei
Vicarius Filii Dei (latin: Isten Fiának helytartója avagy képviselője) egy olyan kifejezés, amelyet első alkalommal a középkori hamisítványban, a Constantinusi adománylevélben használtak, amelyben Szent Péterre, a korai keresztények vezetőjére, illetve a Katolikus Egyház időben elsőnek tekintett pápájára utalt. Értelmezése az elmúlt négy évszázad során olykor vitákat eredményezett.

## A cím eredete és felhasználásai
A Vicarius Filii Dei kifejezés legkorábbi ismert előfordulása a Constantinusi adománylevélben található, amelyet ma a Kr. u. nyolcadik és kilencedik század közötti időkre datálnak.
A Catholic Encyclopedia szerint „a dokumentum [ti. a Constantinusi adománylevél] legújabb kritikai vizsgálatai közül több Rómába helyezi az elkészítését, egy egyházi személynek tulajdonítva a hamisítást, arra a feltételezésre épített érvvel, mely szerint ez a hamis irat a Római Egyház pápái érdekének szolgálatában született, ezért hát elsősorban maga Róma kellett, hogy érdekelt legyen egy ilyen világos céllal rendelkező hamisításban.”
A szöveg mindenesetre így folytatódik: „Grauert, aki szerint a hamisító egy frank alattvaló, Hergenröther nézetét osztja, ti. hogy a hamisító az újdonsült Nyugati Birodalom bizánci támadásokkal szembeni védelmét tartotta szem előtt. Így hát rendkívül fontos volt számára, hogy megalapozza az újonnan megalapított birodalom legitimitását, és ezt a célkitűzést különösen segítették mindazok az állítások, amelyeket az irat a pápa felemelésével kapcsolatosan tesz.”
Gratianus kihagyta „Decretum”-ából; később mint „Palea” lett hozzáadva. Bekerült néhány görög kánonjogi gyűjteménybe is. Mint hamisítvány, jelenleg semmilyen dogmatikai vagy kánonjogi tekintéllyel nem bír, habár korábban több száz évig így volt használatban.
A „Vicarius Filii Dei” titulus az Our Sunday Visitor, egy katolikus újság hasábjain tűnt fel újból, amelynek 1915. április 18-i számában a következő kérdés és felelet szerepel:
Mik a pápa koronáján található betűk és mit jelentenek, ha jelentenek valamit?
A betűk a pápa koronáján ezek: Vicarius Filii Dei, ami latinul Isten Fiának Helytartóját jelenti.

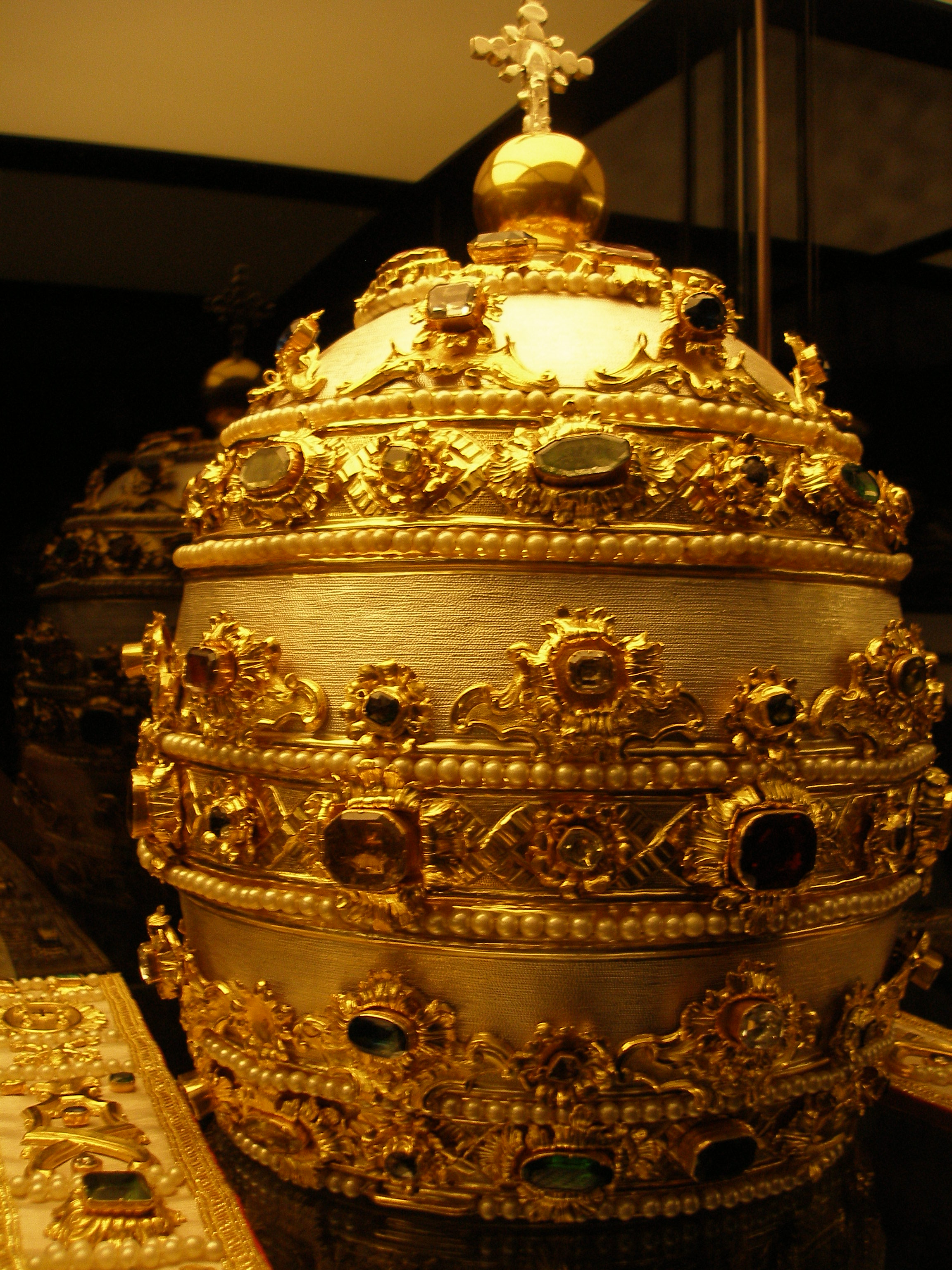
Egy pápai tiara. Egyes állításokkal szemben egyetlen tiarán sem található a Vicarius Filii Dei felirat.

Ezt bizonyos csoportok bizonyítékként használták annak az állításnak alátámasztására, hogy a kifejezés szerepel a pápai tiarán (ld. alább). Ennek ellenére a cikkíró később visszavonta állításait. A lap egyik 1922-es kiadásában cáfolat is megjelent: „A pápa ugyan valóban azt állítja, hogy Isten Fiának helytartója, ám az ezt jelölő latin szavak nincsenek a pápa tiarájára írva, mint azt némely antikatolikusok állítják.”

## Protestáns nézet
Különböző felekezetekhez tartozó protestáns személyiségek a pápát antikrisztusnak vagy ahhoz hasonlónak tekintik. A protestánsok között ez egykor közhiedelem volt, és még ma is része néhány protestáns egyház hitvallásának, mint például a konfesszionális lutheránusok között néhánynak. Néhány hetednapi adventista csoport a Római Pápaságot sokat vitatottan A jelenések könyvében szereplő „vadállat számával” (666) azonosítja, és hiszi, hogy a Vicarius Filii Dei szókapcsolat, ha a benne szereplő római számoknak megfelelő betűket összegezzük, 666-ot ad ki, ahol is az 'U'-t 'V'-nek kell számítani (a latinban két 'v' alak alakult ki, melyek egyaránt használatosak voltak a korábbi 'u' és a mai 'v' jelölésére). Hogy 666-ot kapjunk, az összeadás a következőképpen néz ki: VICARIVS FILII DEI = 5+1+100+1+5+1+50+1+1+500+1 = 666.
A legkorábbi emlék arról, hogy egy protestáns szerző ezzel a témával foglalkozva megemlíti a Vicarius Filii Dei kifejezést, Andreas Helwig 1612-es írása. Antichristus Romanus című munkájában tizenöt héber, görög és latin nyelvű titulust tett vizsgálat tárgyává, és ezeknek az adott nyelven megfelelő számértéküket kiszámítva jutott el a Jelenések könyvében említett 666-os számhoz. Mindezen címek közül legnagyobb előszeretettel a Constantinusi adománylevélben használt Vicarius Filii Dei-t emelte ki, azon okból kifolyólag, hogy ez „minden olyan feltételnek megfelelt, amelyet Bellarmin bíboros olyannyira követelt”. Amellett ugyanis, hogy latinul van, a cím „nem sértő vagy rosszindulatú”, hanem nagyon is „tiszteletteljes rá nézvést”.
Helwig emlékeztetett, hogy a feltételezett titulus inkább a történelmi Vicarius Christi cím kiterjesztése, semmint maguk a pápák által használt hivatali cím. Értelmezése a Francia forradalom idejéig nem vált elterjedtté.
Néhány későbbi protestáns személyiség azt állította, hogy a Vicarius Filii Dei a pápa hivatali címe volt, néhányan közülük pedig azt, hogy megjelent a pápai tiarán és/vagy egy pápai mitrán is.

### Hetednapi adventista nézetek
1866-ban Uriah Smith volt az első, aki ezt az értelmezést javasolta a Hetednapi Adventista Egyház számára. (Lásd még a Review and Herald 1866. november 20-i számát.) The United States in the Light of Prophecy (Az Egyesült Államok a prófécia fényében) című művében ezt írta: „A pápa pontifexi koronáján ékes betűkkel kiverve viseli e címet: „Vicarius Filii Dei”, azaz „Isten Fiának Helytartója”, amelynek számértéke hatszázhatvanhat. A legelfogadhatóbb feltevés, amelyet ezzel kapcsolatban eddig láttunk, hogy itt találjuk meg a szóban forgó számot. Ez a vadállat száma, a pápaságé; ez a nevének száma, minthogy megkülönböztető címeként fogadja el; az ember száma, mivel aki viseli, az "a bűn embere"”
A kiemelkedő adventista tudós, J. N. Andrews szintén magáévá tette ezt a nézetet. Uriah Smith fenntartotta ezt az értelmezést Thoughts on Daniel and the Revelation (Gondolatok Dánielről és a Jelenések könyvéről) című művében, amely egyházában befolyásos volt. A 666-ot illetően, Ellen G. White kijelentette: „Láttam, hogy mindazok, „akik nem vették homlokukra vagy kezeikre a Fenevad és Képmása jelét”, nem vehettek és nem adhattak el. Láttam, hogy a Fenevad Képmásának száma (666) elkészült; és hogy a Fenevad volt az, aki megváltoztatta a szombatot, a Fenevad Képmása pedig később követte, és nem Isten, hanem a pápa szombatját tartotta meg. És amit mindnyájunktól megköveteltek, az volt, hogy hagyjuk el Isten szombatját, és a pápáét tartsuk meg helyette, és akkor rajtunk lesz a Fenevad és Képmásának jele.”

## Katolikus válasz
Katolikus apologéták azzal felelnek a protestánsok állításaira, hogy megerősítik, miszerint a „Vicarius Filii Dei” kifejezést sosem használták hivatalos pápai címként. Úgy érvelnek továbbá, hogy még ha ez egy pápai cím is lett volna, ez nem volna elégséges ahhoz, hogy a pápát a vadállat számával azonosítsák, minthogy például az Ellen Gould White név is manipulálható ilyen módszerrel, hogy ugyanezt a számot adja ki (ELLen GoVLD VVhIte 50+50+5+50+500+5+5+1=666). Úgyszintén hasonló elképzelést foglal magában a Barney, a CVte pVrpLe DInosaVr (Barney, az aranyos bíborszínű dinoszaurusz), amely az ún. Anti-Barney humor (Barney-ellenes humor) fő nyersanyaga.
Azon állításokra, melyek szerint a „Vicarius Filii Dei” egy pápai tiarára van írva, azt felelik, hogy csupán a több mint 20 még létező pápai tiarát végignézve – beleértve azokat is, amelyek 1866-ban, IX. Pius pápa uralma alatt voltak használatban, amikor Uriah Smith közzétette állítását – világosan megmutatja, hogy ilyen felirat egyiken sem szerepel, és semmi bizonyíték nincs arra nézvést sem, hogy bármely korábbi, az 1798-ban betörő francia csapatok által elpusztított pápai tiarán szerepelt volna.